# BOSS Great Wall

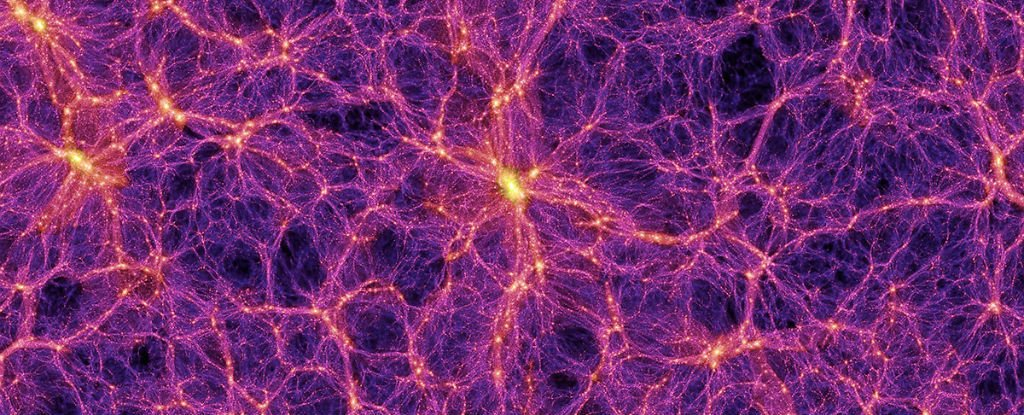
Ausschnitt aus einer kosmologischen Simulation mit Strukturen, die der BOSS Great Wall ähneln.

Die BOSS Great Wall ist ein kosmisches Filament. Filamente sind Materieansammlungen im Universum, bestehend aus Galaxien und Galaxienhaufen. Das Filament wird abgekürzt als BGW, wird aber im Deutschen auch als Große Mauer oder BOSS Große Mauer bezeichnet. Es hat eine Rotverschiebung von z=0,47. Die Struktur besteht eigentlich aus zwei Mauern. Das Filament hat eine Ausdehnung von 271 Mpc, ein Volumen von 2 · 105 Mpc³ und enthält etwa die 10000-fache Masse der Milchstraße. Die beiden Mauern selbst haben eine Ausdehnung von 186 und 173 Mpc. Daneben beinhaltet die BOSS Great Wall neben diesen zwei Mauern auch noch weitere kleinere Galaxienhaufen. Entdeckt wurde das Filament 2016 aus den Daten des SDSS-BOSS-Katalogs.